# Ceriagrion suave
Ceriagrion suave é uma espécie de libelinha da família Coenagrionidae.
Pode ser encontrada nos seguintes países: Angola, Botswana, Burkina Faso, Costa do Marfim, Etiópia, Gâmbia, Gana, Guiné, Quénia, Libéria, Malawi, Moçambique, Namíbia, Nigéria, Senegal, Serra Leoa, Somália, África do Sul, Tanzânia, Togo, Uganda, Zâmbia, Zimbabwe e possivelmente em Burundi.
Os seus habitats naturais são: florestas subtropicais ou tropicais húmidas de baixa altitude, savanas áridas, savanas húmidas, matagal árido tropical ou subtropical, matagal húmido tropical ou subtropical, rios, rios intermitentes, áreas húmidas dominadas por vegetação arbustiva, pântanos, marismas de água doce, marismas intermitentes de água doce e nascentes de água doce.